# Oopsis oblongipennis
Oopsis oblongipennis är en skalbaggsart som beskrevs av Leon Fairmaire 1850. Oopsis oblongipennis ingår i släktet Oopsis och familjen långhorningar. Inga underarter finns listade i Catalogue of Life.